# شان کلر
شان کلر (انگلیسی: Sean Clare؛ زادهٔ ۱۸ سپتامبر ۱۹۹۶) بازیکن فوتبال اهل بریتانیا است.
از باشگاه‌هایی که در آن بازی کرده‌است می‌توان به باشگاه فوتبال شفیلد ونزدی و باشگاه فوتبال بری اشاره کرد.